# Pavel Mertlík
Pavel Mertlík, né le 7 mai 1961 à Havlíčkův Brod, est un économiste et homme politique tchèque.